# François Guisol
François Guisol né à Brignoles le 3 février 1803 et mort à Nice le 28 décembre 1874 est un poète et auteur niçois.

## Biographie
Dès son plus jeune âge, ses parents s’installent à Nice, dans le quartier du port, au numéro 2 de la rue Lunel (aujourd’hui rue François-Guisol), où il devient le camarade d'enfance du jeune Giuseppe Garibaldi. 
Il publie à dix-huit ans un recueil de chansons qui connurent toutes le succès. Doué d'un talent naturel, toujours plein de verve, il était parfois très mordant. Tanneur de profession, journaliste, François Guisol était auteur et acteur. Il a joué la tragédie française au théâtre municipal ; excellent danseur, il a exécuté sur le même théâtre quelques danses à l'occasion des fêtes données en l'honneur du roi Charles-Félix, en 1826. Ambulant, il allait dans les festins de la campagne niçoise réciter et chanter ces airs enjoués encore fredonnés de nos jours. Il s'est marié avec Joséphine Musso.

## Œuvre
Lou mariage de convenienza, coumiedia en doui ate, en vers nissarts (Nissa, 1842)